# Abner le chien magique
 (août 2016).
Si vous disposez d'ouvrages ou d'articles de référence ou si vous connaissez des sites web de qualité traitant du thème abordé ici, merci de compléter l'article en donnant les références utiles à sa vérifiabilité et en les liant à la section « Notes et références ».
Pour plus de détails, voir Fiche technique et Distribution.
Abner le chien magique (Abner, the Invisible Dog) est un film américain réalisé par Fred Olen Ray, sorti le 30 octobre 2013 aux États-Unis et en Europe.

## Synopsis
Alors que Chad fête son treizième anniversaire, Abner, son chien, commence à parler et devient invisible.

## Fiche technique
- Titre original : Abner, the Invisible Dog
- 1er titre français : Abner le chien invisible
- Titre français pour la sortie en dvd : Abner le chien magique[1]
- Réalisation : Fred Olen Ray
- Scénario : Pat Moran
- Décors : Alexa Roland
- Costumes : Carrie Glaser / Carrie Mazzarelli
- Photographie : Theo Angell
- Montage : Randy Carter
- Musique : Matthew Janszen
- Production : Fred Olen Ray et Kimberly A. Ray
- Distribution : Cambria Hankin
- Pays de production :  États-Unis
- Langue : anglais
- Genre : comédie, jeunesse
- Durée : 90 minutes
- Dates de sorties :
  - États-Unis : 30 octobre 2013
  - Europe : 30 octobre 2013

## Distribution
| Acteur               | Rôle,       | Voix française    |
| -------------------- | ----------- | ----------------- |
| Daniel Zykov         | Chad        | ?                 |
| Molly Morgen Lamont  | Sophie      | Anouck Hautbois   |
| David DeLuise        | Murdoch     | Daniel Lafourcade |
| David Chokachi       | Denning     | ?                 |
| Ben Giroux           | Kane        | ?                 |
| Robert R. Shafer     | Charlie     | ?                 |
| Nancy Sullivan (en)  | Jackie      | ?                 |
| Ted Monte            | Ned         | ?                 |
| Jennifer Keller      | Sharon      | ?                 |
| Jacqui Holland       | Candi       | ?                 |
| Jane Kean            | Tante Ida   | Colette Marie     |
| Bryce Hurless        | Josh        | Benjamin Bollen   |
| Christopher Bones    | Kevin       | ?                 |
| Brian Nolan (en)     | Clerk       | ?                 |
| Marc Barnes          | Hayes       | ?                 |
| David Moretti (en)   | Ed          | ?                 |
| Sean Christopher     | Gardien     | ?                 |
| Mark Lindsay Chapman | Abner(voix) | Patrice Dozier    |